# آن الیزابت مایر
آن الیزابت مایر (انگلیسی: Ann Elizabeth Mayer) وکیل اهل ایالات متحده آمریکا است. او استادیار مطالعات حقوقی دانشکده وارتان دانشگاه پنسیلوانیا، متخصص حقوق اسلامی در جهان معاصر می‌باشد. خانم آن مایر لیسانس، فوق لیسانس و دکترای خود را از دانشگاه میشیگان اخذ نمود. وی علاوه بر حقوق، مطالعات زیادی در خصوص مسائل خاورمیانه و جهان اسلام داشته‌است.